# Il drive-in
Il drive-in (The Drive-In: A “B” Movie with Blood and Popcorn, Made in Texas) è un romanzo horror del 1988 di Joe R. Lansdale. È il primo romanzo della trilogia del Drive-in. È stato candidato al Premio Bram Stoker al romanzo e al Premio World Fantasy per il miglior romanzo.
È stato pubblicato in italiano per la prima volta nel 1998 assieme al suo seguito del 1989 Il drive-in 2 (non uno dei soliti seguiti) o Il giorno dei dinosauri (The Drive In-2 (Not Just One of Them Sequels)) in un volume dal titolo La notte del drive-in.

## Trama
Texas. Tre amici, Jack (il narratore), Bob e Randy, decidono di trascorrere il loro venerdì sera all'Orbit, un drive-in dove vengono proiettati dei celebri film horror uno di seguito all'altro. Per quella sera sono stati programmati Ho fatto a pezzi la mamma, La casa, La notte dei morti viventi, Utensili per l'omicidio e Non aprite quella porta. Quel pomeriggio il trio si reca in un locale del paese dove Randy, ragazzo nero, viene preso di mira e quasi pestato da Orso, un possente energumeno della zona. Viene però soccorso da Willard, palestrato giovane poco maggiore di età dei tre ragazzi, che stende Orso a suon di pugni e colpi di stecca da biliardo. Dopo questo episodio gli amici invitano Willard a unirsi a loro per la serata. Il giovane accetta e il gruppo (soprattutto Randy, che sembra provare una forte attrazione verso Willard) gli dà appuntamento per quella sera. I quattro si recano con il camper di Bob all'Orbit e si preparano a godersi una serata di terrore e popcorn sanguinolenti (popcorn con una dolce salsa rossa che vengono venduti nel chiosco bar del posto). Mentre sullo schermo scorre proiettato il primo film accade però un fatto alquanto strano: nel cielo notturno dipinto di stelle passa all'improvviso una cometa rossa come il sangue, che sovrasta e passa oltre l'Orbit portandogli però sopra una fitta oscurità che ricopre tutto il luogo. Il pubblico si accorge dello strano fatto e inizia a farsi delle serie domande a proposito di che cosa possa essere accaduto. Una famiglia composta da madre, padre e due figli obesi si avvia con la macchina verso l'uscita del luogo, piombando nell'oscurità che ha avvolto il posto e scomparendo. Subito dopo un temerario giovane vestito da cowboy si avvicina verso quelle misteriose tenebre, infilandoci all'interno un braccio. Questo, al solo tatto, inizia a sciogliersi. Tutto il resto del suo corpo subisce lo stesso effetto. Tremendamente spaventati, gli automobilisti e il resto dei loro accompagnatori presenti iniziano ad andare nel panico e a cercare dei motivi, anche paradossali, per spiegare la causa di quell'avvenimento. Chi dice che possa trattarsi di un test posto dagli extraterrestri e chi invece teorizza che possa trattarsi della vendetta del fantasma di Elvis Presley. Poco dopo interviene il capo del chiosco bar, che cerca di far ristabilire la situazione: è sicuro che prima o poi quel problema si risolverà, ma mentre tutti loro si troveranno in quella situazione dovranno adeguarsi a una gestione democratica di ciò che hanno per sopravvivere. Cercando di andare a istinto sull'orario, a causa dell'isolamento dato dalla melmosa oscurità, verranno distribuiti i tre pasti della giornata a base di merendine da bar, pop corn, acqua e bibite gassate. Il tutto per un po' funziona, anche a merito degli stessi clienti che hanno ancora delle cibarie che si erano portati da casa per la serata. Ma poi si va peggiorando: la gente inizia ad andare in iperglicemia, come Jack, che però riesce a salvarsi grazie a della carne essiccata di cervo che Bob aveva portato, e a dare segni di squilibrio. Per di più le vivande zuccherate non potranno bastare all'infinito. Nel caso del gruppo, Randy e Willard iniziano a manifestare evidenti sintomi di follia: il primo si mette in testa una ciotola da pop corn che adibisce a corona e, salito sulle spalle del secondo, che ora ha recuperato una pistola che è riuscito a rubare, si elegge insieme a lui come padrone del chiosco bar, che i due hanno invaso. Iniziano episodi di cannibalismo: all'interno delle famiglie i genitori iniziano a uccidere i propri figli e a cibarsi delle loro carni e i forti iniziano ad approfittarsi dei più deboli per potersene servire come cibo.
Jack e Bob riescono a non perdere il senno e restano chiusi assieme all'interno del camper, custodendo gelosamente la carne cruda che gli è rimasta. Poco tempo dopo, dal cielo nero e melmoso esce d'improvviso un fulmine che colpisce lo stemma elettrificato dell'Orbit. Questo crea una reazione a catena che manda una potente onda elettrica contro Randy e Willard che, sempre l'uno sulle spalle dell'altro, si trovavano sul tetto del chiosco bar e che dopo il potente urto vengono subito precipitati all'interno. 
Giungono allora nell'ala principale del posto i motociclisti presenti nel drive-in, violenti e armati fino ai denti, che hanno intenzione di prendere il comando del posto. La porta del chiosco bar viene però spalancata, e da esso emerge la creatura che si è creata tramite la fusione di Randy e Willard, avvenuta tramite le potenti onde elettriche fatte scaturire dal fulmine. Si tratta di un mostro composto da entrambe le teste ed i corpi uniti insieme nella fusione, che parla con un suono composto da entrambe le voci dei due giovani. Al loro corpo è fusa la pistola che Willard reggeva in mano. I motociclisti aprono il fuoco contro l'abominio vivente, ma le pallottole sembrano non avere effetto su di lui. Anzi, si conficcano nelle sue carni per poi riemergerne ed infilarsi da sole come carica nella pistola fusa al corpo. Il mostro si serve di quest'arma per liberarsi degli oppressori, per poi scoprire un'altra sua paranormale peculiarità: la tigre che era tatuata sul corpo di Willard si rivela viva e fatta di carne, staccandosi dal corpo e recandosi ad afferrare con la bocca alcuni dei cadaveri dei motociclisti di cui il suo padrone si ciberà per poi ritornare al suo posto. Prima di rintanarsi con le sue prede all'interno del chiosco bar, il mostro si rivolge agli umani presenti nel drive-in comunicando loro che da quel momento è iniziato il suo regno: il regno del Re del Popcorn. Quelli che seguiranno si riveleranno ben presto periodi infernali: il Re del Popcorn si stabilisce nel chiosco, eletto a suo castello, e annuncia ai suoi sudditi (tramite un inquietante rap) come avrà intenzione di gestire il suo regno. Per prima cosa chiunque gli disobbedirà sarà sequestrato e divorato, e se si riuscirà a creare una gestione del tutto pacifica pretenderà invece solo qualche essere umano alla volta per potersene servire come semplice sostentamento.
Ciò avviene in maniera proficua, anche grazie alla scarica di particolare cibo che il sovrano getta ai suoi sudditi secondo un preciso tempo scandito: esso è un composto di bibite gassate e pop corn (dotati di un inquietante occhio melmoso) che viene vomitato dal Re del Popcorn addosso ai clienti, e di cui loro gioiosamente si cibano. Così la creatura ha il controllo di tutto.
Intanto Jack e Bob mantengono la loro posizione di rifugio nel camper. Parlano solo con un onesto e semplice uomo che soprannominano Banditore, per il fatto che gira per il posto ad enunciare a chi ne ha bisogno le notizie sull'andamento della situazione.
Jack viene a sapere della presenza di un predicatore e di sua moglie all'interno del drive-in, che hanno radunato un buon numero di adepti, e decide unirsi per trovare una sorta di salvezza. I due sono accampati 
all'interno di un pullman, e accolgono di buon grado la venuta di Jack che viene battezzato dall'uomo con il suo sputo benedetto. Subito dopo però, il giovane viene immobilizzato dai due che fanno uscire allo scoperto gli altri loro fedeli con l'intenzione di cibarsi del loro nuovo fratello. A salvare la situazione sopraggiunge Bob che, armatosi di un fucile che teneva nel camper, fa saltare in aria la mano di Mable, la moglie del predicatore, che era pronta ad abbassare la lama su Jack.
Allontanati i cannibali, i due amici aiutano il predicatore a riportare la moglie nel pulmino e ad evitare che muoia dissanguata. Al posto dell'arto mancante le viene messa una bottiglia di plastica, ma la cosa non serve dato che poco dopo si accascia a terra, esanime. Osservando il pulmino e lo stemma dell'Orbit, disposto molto vicino al chiosco bar, a Jack viene in mente un'idea su come sconfiggere il Re del Popcorn: qualcuno dovrà recarsi vicino allo stemma e reciderne il sostegno per farlo precipitare sopra al "castello" del Re, per poi distruggere la struttura facendogli schiantare contro il pulmino.
Il piano viene messo in atto: il predicatore recide il sostenimento dello stemma e lo fa precipitare sul chiosco bar, Bob dà il segnale a Jack che, messosi alla guida della vettura, la porta a tutta velocità contro la struttura per poi uscire dal finestrino prima dell'urto. Durante lo schianto Mable viene scagliata fuori dalla vettura, e ciò la fa scoprire ancora viva. Il Re del Popcorn riemerge per un attimo dalle macerie per poi ricadere, morto. I suoi sudditi si recano sul luogo del misfatto e gioiscono per la liberazione ma piangono per la morte del loro sovrano (che li ha nutriti per del tempo), e si rivolgono verso coloro che lo hanno sconfitto. Il cadavere del mostro viene impalato e i quattro (Jack, Bob, il predicatore e Mable) vengono crocefissi con i chiodi nei polsi. Mable, già in una situazione poco favorevole, è la prima a morire. 
I liberatori si preparano ad essere bruciati vivi dalla folla, ma ciò che all'inizio della storia fu la loro rovina gli viene ora in aiuto: la cometa rossa come il sangue ripassa sopra all'Orbit, portando però via l'oscurità melmosa che aveva lanciato sul posto. 
La luce del sole riappare finalmente davanti a tutti gli sventurati clienti che tornano di corsa alle loro vetture per poi andarsene ed allontanarsi dal luogo. I malcapitati crocefissi vengono liberati dal buon Banditore ed insieme si avviano verso il camper di Bob per andarsene. Prima di salirci i due ragazzi danno una degna sepoltura al Re del Popcorn dato che una volta "era due loro amici". Il predicatore è allo stremo delle forze e viene caricato dietro alla vettura.
Il nuovo gruppo mette in moto e si avvia fuori da quel luogo di sventura, ma Jack, Bob e Banditore iniziano a notare degli strani dettagli in quel territorio, diverso da come dovrebbe essere tanto da avere un ambiente quasi preistorico. 
Si fermano con la vettura in mezzo a quel desertico paesaggio ed accade qualcosa di sovrannaturale che supera di gran lunga le grandi atrocità a cui hanno assistito: un Tyrannosaurus rex fa capolino al gruppo dall'altro lato della strada per poi scomparire nella foresta di fianco. Il ritorno della luce a cui tutti hanno assistito era solo un'illusione. L'incubo non è ancora finito.

## Edizioni
- (EN)   Joe R. Lansdale, The Drive-In: A “B” Movie with Blood and Popcorn, Made in Texas, Bantam Spectra, 1988,  p. 158, ISBN 0-553-27481-3.
- Joe R. Lansdale, La notte del drive-in, traduzione di Vittorio Curtoni, Urania n°1214, Mondadori, 1993,  p. 143.
- Joe R. Lansdale, Il drive-in. Un film di serie B con sangue e popcorn, made in Texas, traduzione di Vittorio Curtoni, in  Joe R. Lansdale, La notte del drive-in, Einaudi tascabili. Vertigo n°515, Einaudi, 1998,  p. 343, ISBN 88-06-14870-2. (l'edizione contiene i primi due romanzi della serie).

- Joe R. Lansdale, Il drive-in. Un film di serie B con sangue e popcorn, made in Texas, traduzione di Vittorio Curtoni, in  Joe R. Lansdale, La notte del drive-in, postfazione di Niccolò Ammaniti, Einaudi tascabili. Stile libero n°1222, Einaudi, 2007,  p. 343, ISBN 978-88-06-17002-8. (l'edizione contiene i primi due romanzi della serie).
- Joe R. Lansdale, Il drive-in. Un film di serie B con sangue e popcorn, made in Texas, traduzione di Vittorio Curtoni, in  Joe R. Lansdale, Drive-in: la trilogia, Super ET, Einaudi, 2012,  p. 539, ISBN 978-88-06-21198-1.